# U1 (Neurenberg)
De U1 is een metrolijn in de Duitse stad Neurenberg. De lijn werd geopend op 1 maart 1972 en is de eerste lijn van de Metro van Neurenberg. Op deze lijn bevinden zich 27 metrostations. De keersporen liggen bij de stations Messe en Eberhardshof.

## Stations

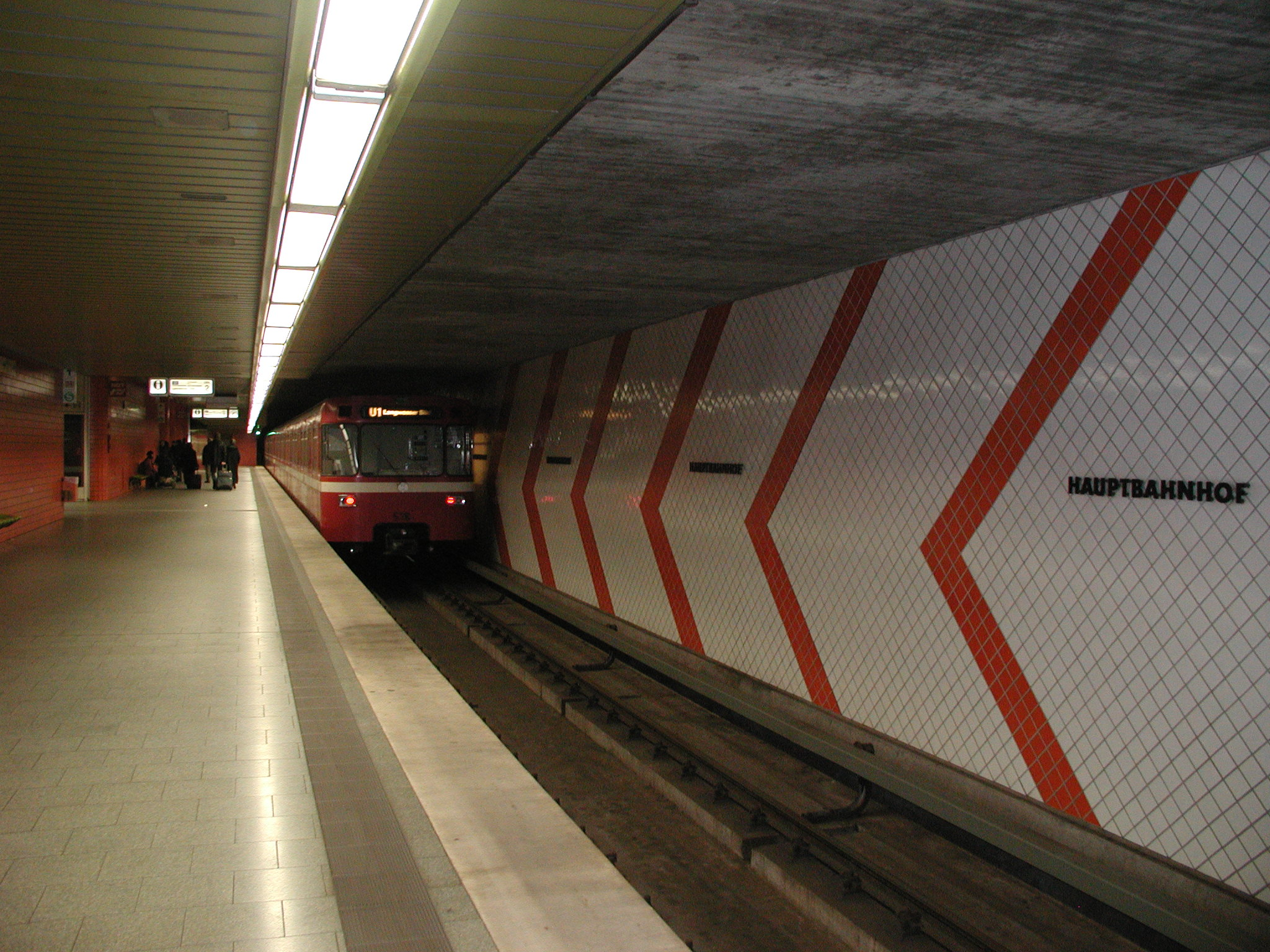
Station Hauptbahnhof

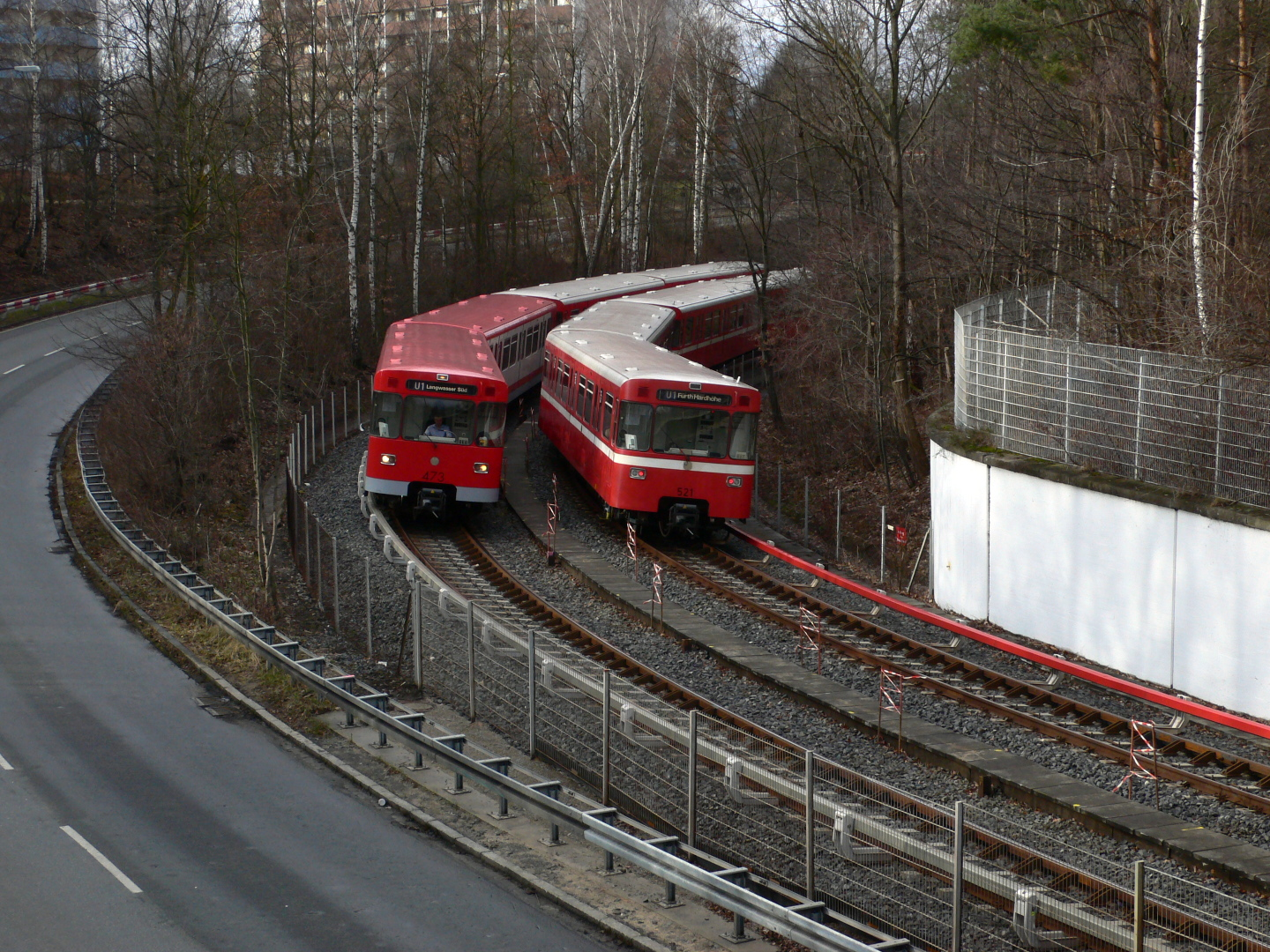
Twee metrotreinen op het bovengrondse tracé tussen de stations Messe en Bauernfeindstraße

| Station            | Overstappunt         | Foto * | Type                         | Geopend           | Ligging                        | District                |
| ------------------ | -------------------- | ------ | ---------------------------- | ----------------- | ------------------------------ | ----------------------- |
| Fürth Hardhöhe     |                      | 100 !  | kuip                         | 8 december 2007   | 49° 28′ 49″ NB, 10° 57′ 26″ OL | Hardhöhe                |
| Fürth Klinikum     | DB                   | 110 !  | kuip                         | 4 december 2004   | 49° 25′ 48″ NB, 11° 5′ 13″ OL  | Schwand                 |
| Fürth Stadthalle   |                      | 120 !  | kuip                         | 5 december 1998   | 49° 28′ 49″ NB, 10° 58′ 52″ OL | Altstadt                |
| Fürth Rathaus      |                      | 130 !  | dubbelgewelfdstation         | 5 december 1998   | 49° 28′ 38″ NB, 10° 59′ 19″ OL | Altstadt                |
| Fürth Hauptbahnhof | DB                   | 140 !  | kuip                         | 5 december 1998   | 49° 28′ 12″ NB, 10° 59′ 25″ OL | Altstadt                |
| Jakobinenstraße    |                      | 150 !  | kuip                         | 20 maart 1982     | 49° 28′ 6″ NB, 11° 0′ 1″ OL    | Stadtpark / Stadtgrenze |
| Stadtgrenze        |                      | 160 !  | loods                        | 20 maart 1982     | 49° 27′ 56″ NB, 11° 00′ 39″ OL | Stadtpark / Stadtgrenze |
| Muggenhof          |                      | 170 !  | viaductstation               | 20 maart 1982     | 49° 27′ 42″ NB, 11° 01′ 22″ OL | Muggenhof               |
| Eberhardshof       |                      | 180 !  | maaiveld                     | 20 juni 1981      | 49° 27′ 30″ NB, 11° 02′ 0″ OL  | Eberhardshof            |
| Maximilianstraße   |                      | 190 !  | ondiep gelegen zuilenstation | 20 juni 1981      | 49° 27′ 19″ NB, 11° 2′ 32″ OL  | Gostenhof               |
| Bärenschanze       |                      | 200 !  | ondiep gelegen zuilenstation | 20 september 1980 | 49° 27′ 9″ NB, 11° 3′ 3″ OL    | Gostenhof               |
| Gostenhof          |                      | 210 !  | ondiep gelegen zuilenstation | 20 september 1980 | 49° 27′ 2″ NB, 11° 3′ 25″ OL   | Gostenhof               |
| Plärrer            | U2 U3                | 500 !  | ondiep gelegen zuilenstation | 20 september 1980 | 49° 26′ 54″ NB, 11° 3′ 55″ OL  | Gostenhof               |
| Weißer Turm        |                      | 520 !  | ondiep gelegen zuilenstation | 28 januari 1978   | 49° 27′ 0″ NB, 11° 4′ 12″ OL   | Lorenz                  |
| Lorenzkirche       |                      | 530 !  | dubbelgewelfdstation         | 28 januari 1978   | 49° 27′ 4″ NB, 11° 4′ 40″ OL   | Lorenz                  |
| Hauptbahnhof       | U2 U3 S1 S2 S3 S4 DB | 540 !  | ondiep gelegen zuilenstation | 28 januari 1978   | 49° 26′ 49″ NB, 11° 4′ 54″ OL  | Tafelhof                |
| Aufseßplatz        |                      | 550 !  | ondiep gelegen zuilenstation | 23 september 1975 | 49° 26′ 26″ NB, 11° 04′ 52″ OL | Galgenhof               |
| Maffeiplatz        |                      | 560 !  | ondiep gelegen zuilenstation | 23 september 1975 | 49° 26′ 9″ NB, 11° 5′ 2″ OL    | Lichtenhof              |
| Frankenstraße      |                      | 570 !  | ondiep gelegen zuilenstation | 18 juni 1974      | 49° 25′ 48″ NB, 11° 5′ 11″ OL  | Hummelstein             |
| Hasenbuck          |                      | 580 !  | ondiep gelegen zuilenstation | 18 juni 1974      | 49° 25′ 27″ NB, 11° 5′ 24″ OL  | Gibitzenhof             |
| Bauernfeindstraße  |                      | 590 !  | maaiveld                     | 18 juni 1974      | 49° 25′ 2″ NB, 11° 6′ 27″ OL   | Rangierbahnhof-Siedlung |
| Messe              |                      | 600 !  | maaiveld                     | 1 maart 1972      | 49° 24′ 57″ NB, 11° 6′ 51″ OL  | Neuselsbrunn            |
| Langwasser Nord    |                      | 610 !  | maaiveld                     | 1 maart 1972      | 49° 24′ 44″ NB, 11° 7′ 18″ OL  | Langwasser              |
| Scharfreiterring   |                      | 620 !  | maaiveld                     | 1 maart 1972      | 49° 24′ 31″ NB, 11° 7′ 35″ OL  | Langwasser              |
| Langwasser Mitte   |                      | 630 !  | ondiep gelegen zuilenstation | 1 maart 1972      | 49° 24′ 17″ NB, 11° 7′ 55″ OL  | Langwasser              |
| Gemeinschaftshaus  |                      | 640 !  | ondiep gelegen zuilenstation | 1 maart 1972      | 49° 24′ 4″ NB, 11° 8′ 10″ OL   | Langwasser              |
| Langwasser Süd     |                      | 650 !  | ondiep gelegen zuilenstation | 1 maart 1972      | 49° 23′ 55″ NB, 11° 8′ 26″ OL  | Langwasser              |

* De sorteerwaarde van de foto is de ligging langs de lijn

## Openingsdata
- 1 maart 1972: Langwasser Süd ↔ Bauernfeindstraße
- 18 juni 1974: Bauernfeindstraße ↔ Frankenstraße
- 23 september 1975: Frankenstraße ↔ Aufsessplatz
- 28 januari 1978: Aufsessplatz ↔ Weißer Turm
- 20 september 1980: Weißer Turm ↔ Bärenschanze
- 20 juni 1981: Bärenschanze ↔ Eberhardshof
- 20 maart 1982: Eberhardshof ↔ Jakobinenstraße
- 07 december 1985: Fürth Jakobinenstraße ↔ Fürth Hauptbahnhof
- 04 december 1998: Fürth Hauptbahnhof ↔ Fürth Stadthalle
- 5 december 2004: Fürth Stadthalle ↔ Fürth Klinikum
- 9 december 2007: Fürth Klinkum ↔ Fürth Hardhöhe